# Alfons Hitter

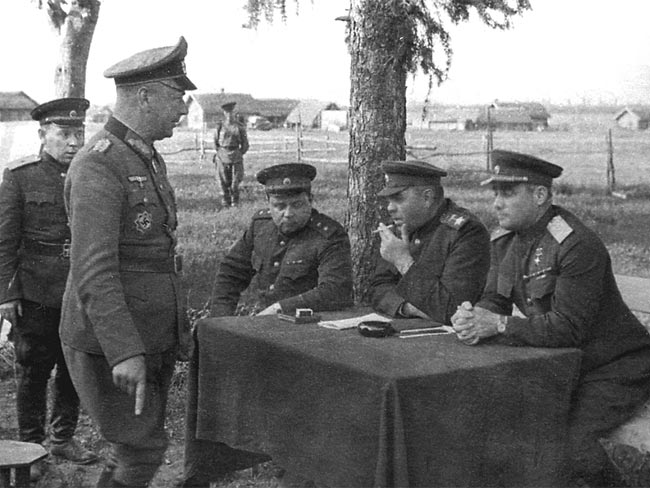
Generalleutnant Alfons Hitter während seiner Gefangennahme nach der Kesselschlacht von Witebsk vor den sowjetischen Generälen Iwan Tschernjachowski und Alexander Wassilewski (28. Juni 1944)

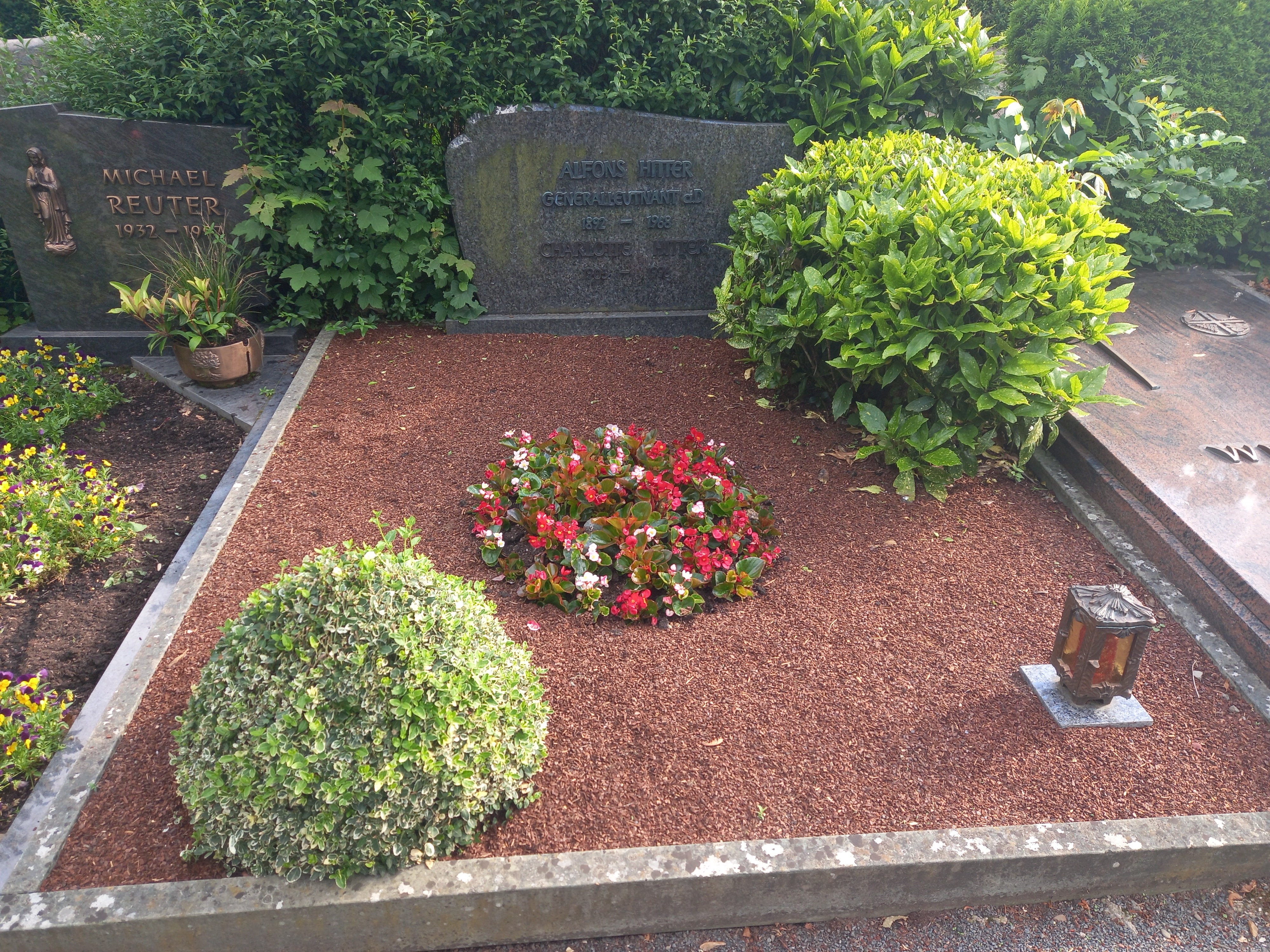
Das Grab von Alfons Hitter und seiner Ehefrau Charlotte auf dem Friedhof Thomasberg in Königswinter

Alfons Hitter (* 4. Juni 1892 in Hochstatt; † 11. März 1968 in Thomasberg) war ein deutscher Generalleutnant im Zweiten Weltkrieg.

## Leben
Hitter trat am 1. Oktober 1911 als Einjährig-Freiwilliger in das Badische Fußartillerie-Regiment Nr. 14 der Preußischen Armee ein, wurde dort am 1. April 1912 zum Gefreiten ernannt, am 1. August 1912 zum Unteroffizier befördert und am 26. November 1912 zur Reserve entlassen. Vom 1. Oktober bis 25. November 1912 absolvierte er eine Reserveübung. Nach seiner Entlassung nahm Hitter ein Studium der Geschichte, Nationalökonomie und Philosophie an den Universitäten Straßburg und später München auf.
Mit Ausbruch des Ersten Weltkriegs unterbrach er sein Studium, wurde zum Militärdienst herangezogen und zur 6. Batterie des Reserve-Fußartillerie-Regiment Nr. 10 einberufen. Dort folgte am 27. Januar 1915 seine Beförderung zum Vizefeldwebel und kurz darauf am 16. März 1915 zum Leutnant der Reserve. Vom 5. Juli 1915 kommandiert man Hitter für einen Monat zum Schießschul-Lehrgang nach Jüterbog. Nach seiner Rückkehr an die Front verwendet man ihn vom 5. August bis 14. Oktober 1916 als stellvertretenden Batteriechef. Er kam dann ab 5. November 1916 als Ordonnanzoffizier zum Stab der III. Abteilung und wurde zeitgleich als Führer der 8. Batterie eingesetzt. Hitter absolvierte vom 16. Juni bis 3. Juli 1917 einen Stabsoffizierkurs beim k.u.k. Heeresfront-Oberkommando Ost. Darauf versetzte man ihn am 1. November 1917 als Führer des 1. Rekruten-Depots zum Fußartillerie-Ersatz-Bataillon. Am 12. Januar 1918 kommandierte man Hitter zunächst als Hilfslehrer, dann als Lehrer zum Nachrichtenmittel-Kurs nach Lyck. Von dort folgte die Versetzung zum Schießplatz Longuyon, wo er am 15. Februar 1918 zum Führer der Feldartillerie-Batterie Nr. 819 ernannt wurde. Man überwies Hitter dann am 5. Mai 1918 zur Feldartillerie-Ersatz-Abteilung Nr. 4 und am 22. Juni 1918 wurde er Führer der 1. Batterie des Fußartillerie-Regiments Nr. 23. Einen Monat später wies man ihn der 1. Batterie des Fußartillerie-Bataillons Nr. 80 zu, wo er über das Kriegsende hinaus verbleiben sollte. Für sein Wirken während des Krieges erhielt er neben beiden Klassen des Eisernen Kreuzes das Österreichische Militärverdienstkreuz III. Klasse mit der Kriegsdekoration. Hitter wurde im Zuge der Demobilisierung am 27. Dezember 1918 aus dem Heeresdienst entlassen.
Am 1. Juni 1922 erfolgte seine Aufnahme in die Reichswehr und Hitter wurde dem 6. (Preußisches) Artillerie-Regiment zugeteilt. Mit seiner Beförderung zum Oberleutnant am 1. Oktober 1923 kommandierte man ihn für ein Jahr zur Artillerie-Schule und versetzte ihn anschließend in die III. Abteilung des 3. (Preußisches) Artillerie-Regiments. In der Zeit bis zu seiner Versetzung in die 4. Batterie des Regiments am 1. Oktober 1928 war Hitter zum Stab der Kommandantur des Truppenübungsplatzes Jüterbog kommandiert. Mit diesem Datum wurde er Hauptmann und als solcher zum Stab der 3. Division nach Berlin kommandiert. Es folgten Kommandierungen zum II. Bataillon des 4. (Preußisches) Infanterie-Regiments nach Kolberg sowie zur 4. (Sächsische) Nachrichten-Abteilung nach Dresden. Anschließend versetzt man Hitter am 1. Oktober 1930 zum Stab der I. Abteilung des 5. Artillerie-Regiments. Hier übernahm er ein Jahr später als Chef die 1. Batterie und wurde am 1. September 1934 zum Major befördert. Am 1. Oktober 1934 ernannte man ihn zum Kommandeur der IV. Abteilung des Artillerie-Regiments Münster. Ein Jahr später war er Kommandeur der I. Abteilung des Artillerie-Regiments 52 und wiederum ein Jahr später Kommandeur der I. Abteilung des Artillerie-Regiments 62. In dieser Funktion erfolgt am 1. März 1937 die Beförderung zum Oberstleutnant.
Vor Beginn des Zweiten Weltkriegs ernannte man Hitter am 26. August 1939 zum Kommandeur des Artillerie-Regimentsstabes z. b. V. 613 und am 1. März 1940 zum Oberst. Mit dem Regiment wurde er während des Westfeldzuges eingesetzt. Am 1. Dezember 1940 übernahm er das Artillerie-Regiment 178 der 206. Infanterie-Division, das er während des Angriffs auf die Sowjetunion führte. Für sein Wirken erhielt er am 14. Dezember 1941 das Ritterkreuz des Eisernen Kreuzes. Nachdem er am 1. Februar 1942 das Kommando abgegeben hatte, fungierte er kurzzeitig als Artilleriekommandeur 112 und wurde am 14. Februar 1942 in die Führerreserve versetzt. Man beauftragte ihn am 3. Mai 1942 mit der Führung der 206. Infanterie-Division mit Vertretung im Juli 1943 durch Carl André und ernannte Hitter am 1. August 1942 unter gleichzeitiger Beförderung zum Generalmajor zu deren Kommandeur. Am 1. März 1943 wurde er zum Generalleutnant befördert. Während der sowjetischen Sommeroffensive Operation Bagration, die zum Zusammenbruch der Heeresgruppe Mitte führte, wurde Hitter am 25. Juni zum Kommandanten des „Festen Platzes“ Witebsk ernannt, den er aufgrund der kritischen Frontlage sofort räumen ließ. Dafür wurde Hitter am 15. Dezember 1943 mit dem Deutschen Kreuz in Gold sowie am 4. Juni 1944 mit dem Eichenlaub zum Ritterkreuz des Eisernen Kreuzes ausgezeichnet (488. Verleihung). Am 28. Juni 1944 wurde er nach der Zerschlagung des LIII. Armeekorps südwestlich von Witebsk zusammen mit dem Kommandierenden General General der Infanterie Friedrich Gollwitzer durch Soldaten der sowjetischen 3. Weißrussischen Front gefangen genommen.
Während der Gefangenschaft gehörte er zu den deutschen Generalen, die zusammen mit rund 57.000 anderen deutschen Gefangenen am 17. Juli 1944 durch Moskau marschieren mussten. Er schloss sich wenig später dem Nationalkomitee Freies Deutschland an und war einer der Unterzeichner vom „Aufruf der 50 Generäle“ vom 8. Dezember 1944 An Volk und Wehrmacht.
Hitter wurde am 9. Oktober 1955 aus sowjetischer Kriegsgefangenschaft entlassen.